# Lanbauw
Lanbauw is een bestuurslaag in het regentschap Tanggamus van de provincie Lampung, Indonesië. Lanbauw telt 3430 inwoners (volkstelling 2010).